# Mode i Sverige under 1970-talet
1970-talets mode i Sverige kom att vara rått och tvekande, i kontrast till 1960-talets idealistiska utopi. Med ett nyhetsflöde bestående av Vietnamkriget, den misslyckade Apollo 16-rymdfärden och Watergateaffären förändrades mode-idealet. Mot slutet av 1960-talet växte en misstro mot statsmakter och myndigheter i Europa och USA. Även den militanta feminismen kom att prägla modet under 1970-talet.

## Bakgrund

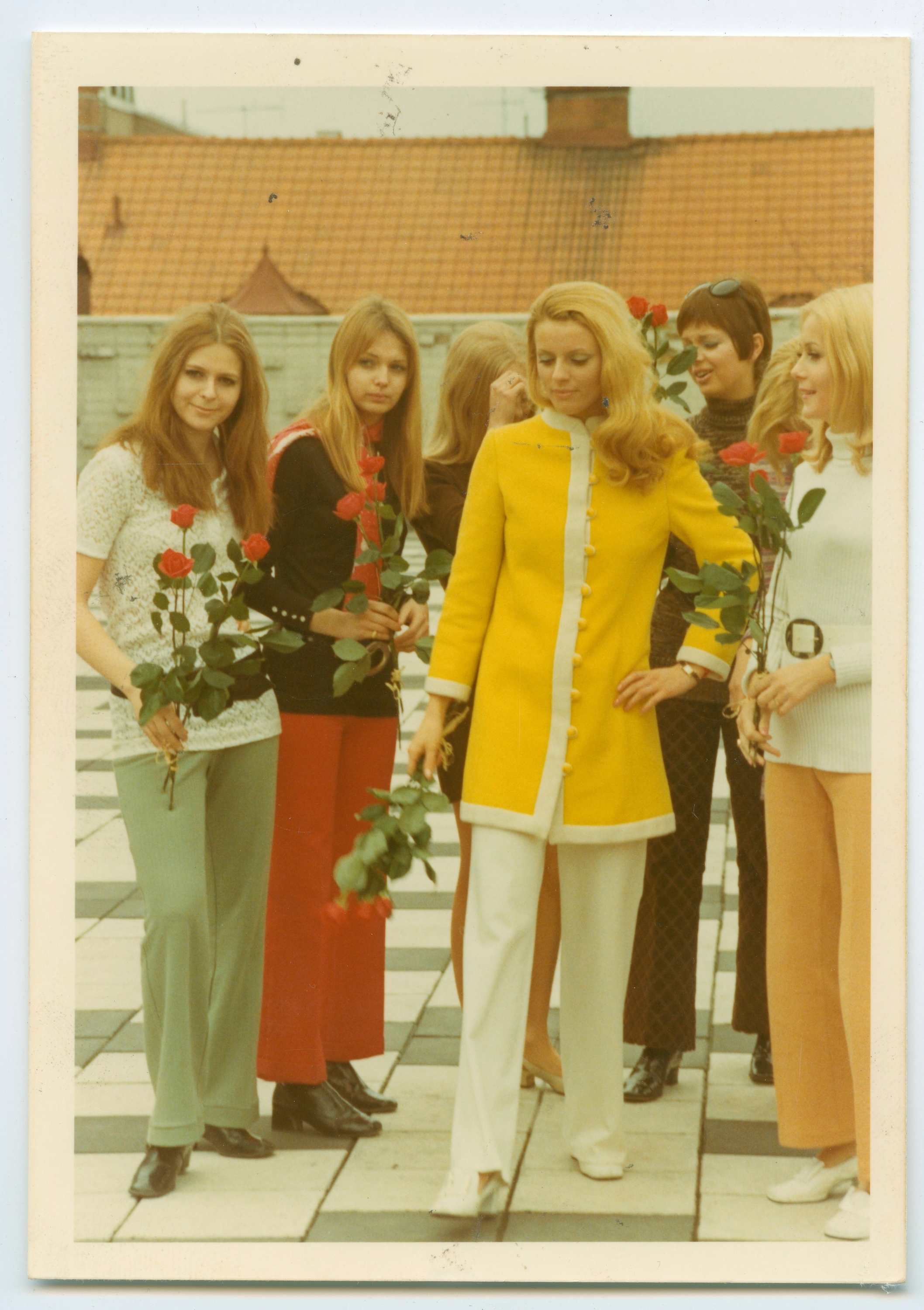
Fröken Sverige 1970 på Domus, ett av Kooperativa Förbundets varuhus

Från 1968 till 1976 var jeans det mest populära modeplagget i Sverige. 1970-talet ses inte som modets bästa tid i landet. Det påverkades signifikativt av att det rådde en textilkris i västvärlden. Trots detta kom en del experimentlusta in i 70-talets mode. Möjligtvis ledde textilkrisen till att den svenska designen under 1970- och 1980-talet väldigt sällan tilläts bli djärv. Kläderna skulle istället passa många, vilket resulterade i att de anpassades för att bli tillräckligt moderna, snygga och till ett pris som ansågs lämpligt. Därför växte även lågprismodet under 1970-talet, då företag som H&M, Kappahl och Lindex gynnades av intresset för enkla kläder till ett lågt pris. Modet hade inga regler, vilket bidrog till att trenderna varierade under årtiondet. Att bära ett par jeans och en vit T-shirt ansågs inte vara några konstigheter. Den formella stilen, disco och punk var några av de varierande trenderna som utmärkte sig i 1970-talets klädstil. Den formella stilen uppstod bland kvinnor eftersom de började arbeta på samma arbetsplats som män. Billigt, bekvämt, lättskött och massproducerat slog igenom och den individuella stilen tog fart. Second hand och egensydda kläder var även populärt. Denim i alla former i jacka, kjol, byxa eller skjorta var en självklarhet för alla modemedvetna.

## KF:s basgarderob
Att basplagg var populärt under 1970-talet berodde bland annat på KF:s basgarderob. Kooperativa Förbundet (KF) uttryckte sin oro kring modets utveckling under sin konsumentkongress år 1971. Kongressens motionskatalog tog upp en önskan om basgarderob med tidlösa kläder som gick att kombinera. Kooperationen skulle motverka extrema modetrender genom förslaget. Uppgiften för designerna var att skapa funktionella plagg. Denna uppfattning hade inte alla designer, vilket gjorde att experimentlusta medföljde 1970-talet i viss utsträckning. När KF:s garderob lanserades under hösten 1972 blev den uppmärksammad. Kollektionen för kvinnan hette "Vinetta bas" och omfattade nio plagg; skjortklänning, västklänning, klänning med kort ärm, ärmlös klänning, kjol, långbyxa, knapplös klänningsjacka, skjortjacka och skjortblus. Endast ett par byxor fanns i kollektionen vilket visar på att byxan ännu inte hade etablerats bland det kvinnliga modet. År 1976 hade intresset för basgarderoben minskat.

## Kvinnligt mode

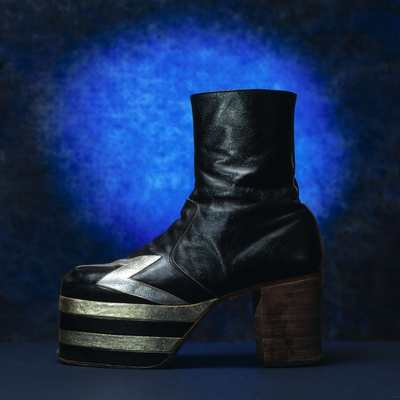
Platåsko från 1974-75 tillverkad vid AB Haga skofabrik i Örebro

Kvinnligt mode var under 1970-talet till viss del experimentell. Minikjolarna var såpass korta att de låg som ett bälte på kvinnorna som bar dem. Hotpants blev även mer populärt under årtiondet. Hotpants är en form av minishorts och under dem bar man ofta svarta strumpbyxor. Dessa doldes under maxi-kjolar och kappor. Kvinnor började bära en varierad blandning och skapade maxi- och midi-kjolar för de tillfällen då hotpants och mini-kjolar inte var lämpliga. Platåsulorna var populära från 1972 och var först sandalmodeller med höga breda klackar. Dessa övertogs mot mitten av sjuttiotalet med sulor som var ca 7-8 centimeter höga. Platåerna kunde vara så höga som 12 centimeter. På 1960-talet fanns det begränsade valmöjligheter av byxmodeller för kvinnor. En kvinna förväntades bära kjol eller klänning och det fanns till och med restauranger och nattklubbar med förbud mot byxor på kvinnor. Under 1970-talet förändrades detta och byxan började etableras som ett trendigt plagg. I Sverige lanserades Alla stjärtars byxa 1972 och gjorde en succéartad debut. Bakom byxan stod företaget Martinette. Byxan var Form Cut och syddes i tre figurserier: långsmal, normal och rundkort. Plagget gavs namnet "Alla stjärtars byxa" på grund av de 24 storlekar som fanns. Tidigare byxor hade tillverkats i samma form och stil som herrbyxor vilket gjorde "Alla stjärtars byxa" revolutionerande. Under 1970-talet var modet ofta androgynt, vilket innebär att män och kvinnor hade liknande plagg i sina garderober. Detta berodde på att jämställdhet blev allt viktigare under årtiondet. Den utsvängda byxan kom med 1960-talets hippiestil och fortsatte vara populärt bland kvinnor under 1970-talet. Kombinationen blus och kjol var den vanligaste klädseln bland kvinnor. Efter år 1975 blev den knälånga kjolen den populäraste kjolmodellen, istället för 1960-talets modeller som var raka och kortare. Tonåringar föredrog att bära jeans eller kjolar som gick ner till marken. De överdelar som kvinnorna kombinerade med kjolarna var ofta skjortblusar, polotröjor, t-shirts och mormorsblusar. Klänningarna hade samma tendenser som kjolarna, kvinnor föredrog de kortare medan tonåringarna föredrog de långa. Byxorna som kvinnorna bar tenderade att vara tajta över höften och utsvängda från knäet och nedåt, vilket gav kvinnorna en ofta långsmal siluett. Manchester, sammet, tweed och jeans var populära material på byxorna. Till slut tappade 1970-talets utsvängda byxor sin popularitet då de tajta byxorna blev populära bland kvinnor under 1980-talet. Att modet blev ledigt och enklare under 1970-talet går tydligt att se i kvinnornas kvällskläder. Dessa skiljde sig inte märkbart åt från kläderna de bar under dagen utan endast genom att materialet blev mer lyxigt mot kvällen. Kvinnornas skjortor, blusar, jackor, tröjor och klänningar var skapta för att kombineras fritt. Enbart enstaka plagg byttes ut för att färger och material skulle stämma överens, vilket även visar på 1970-talets lediga mode.

### Lågprismode växer
Under 1970-talet hade de svenska invånarna vant sig vid att kläder inte skulle vara dyra. Att de billiga utlandsplaggen må varit producerade av barn och under arbetsförhållanden som var mycket dåliga tänkte konsumenterna inte på. Efterfrågan och utbudet av lågprismodet växte därför genom företag som H&M, Lindex och Kappahl.

#### H&M
När textilkrisen var ett faktum under 1970-talet beskylldes H&M för att ha bidragit till krisen genom att inte köpa tillräckligt med kläder som var producerade i Sverige. Under 1960- och 1970-talen gick det väldigt bra för Hennes, som var det dåvarande namnet för märket. Nya butiker öppnades konstant, inte endast i Sverige utan även i Norge, Danmark och England. År 1978 lades babykläder till i sortimentet, med barnkläder blev familjevaruhuset fullständigt. Att lågprismodet växte under 1970-talet gynnade Hennes som karaktäriseras av billiga kläder. Trots detta var Hennes betraktat som töntigt i början av årtiondet. H&M tog inspiration från Yves Saint Laurent och iakttog vad unga designstudenter och konststudenter hade på sig. H&M hade dock en dresscode, kvinnliga anställda fick inte bära byxor. Detta gjorde att företaget inte tog inspiration av de kostymer och smokingar som gjordes för kvinnor under årtiondet. Försäljningen av dessa plagg hade gjort succé när märken som Yves Saint Laurent sålde dem. När jeansen från Gul & Blå slog igenom bland ungdomar under 1970-talet behövde H&M locka till sig unga konsumenter. För att öka intresset från unga köpare skapade man Impuls. Den första Impulsbutiken öppnades den 14 oktober 1977 och satsade på sportkläder, shorts med revärer, collegetröjor och basketskor. Modet var spretigt vid denna tid med disco och etnoinfluerat sida vid sida. Modet ansågs även vara politiskt korrekt tills punkarna dök upp. Till en början var många tveksamma till de amerikanskt inspirerade Impulskläderna. Impuls blev ett paradis för ungdomarna och innan årets slut 1977 fanns flera butiker i hela Sverige. Konkurrens fanns inte eftersom Gul & Blå bara fanns i Stockholm.

##### Lindex
På 1970-talet följde Lindex trenderna genom att snabbt inkorporera byxor för kvinnor i sitt sortiment. Bland annat var dessa byxor i denim. Trendmässigt var jeansen inte särskilt populära, det var Gul & Blå eller Puss & Kram som gällde i Sverige. Under 1980-talet växte Lindex ytterligare.

###### Kappahl
Kappahls affärsidé var "god kvalitet till lågt pris". Konsumenterna var under 1970-talet intresserade av att köpa kläder till lågt pris. När textilkrisen drabbade Sverige minskade Kappahls försäljning med 30 %. Trots detta ägde var fjärde kvinna en kappa från Kappahl under denna tid. År 1978 gick försäljningen bra för Kappahl och de hade mer än 50 butiker. Under 1980-talet växlade modetrenderna och Kappahl fick det svårare med försäljning.

## Manligt mode
Likt det kvinnliga modet var även snäva byxor och plattformsskor trendigt för herrar. Herrkläderna var vanligtvis gjorda av polyester och bomullsblandningar. Sportkläder med träningsdräkten blev allt mer populärt för män att bära vid många tillfällen. Trots att det inte var trendigt med kostym och slips längre började det manliga modet karaktäriseras av figursydda, dubbelknäppta kavajer i kritrandigt mönster och med utsvängda ben. Flanellskjortan blev trendig under 1970-talet eftersom det var populärt att ha en proletär framtoning. Utsvängda byxor användes av alla klasser under 1970-talet och var ofta i denim. Det manliga modet följde även de sociala fenomen som karaktäriserade 1970-talet som exempelvis punk och disco. Virkat och velour var populära material på kläder för herrar under 1970-talet. Herrmodet karaktäriserades även av breda och färgstarka slipsar samt skjortor och kavajer med breda kragar. Även quiltade jackor, dekorerade skjortor samt utsvängda byxor i sammet och denim var populära kläder för herrar under årtiondet.

### Velourmannen
Ett begrepp som myntades under 1970-talet var "velourmannen". Detta beskrev den "mjukare" mannen som inte såg problem i att byta blöjor, diska, laga mat eller göra andra sysslor i hemmet. Detta gjorde att mannen möjligtvis klädde sig i det nya mjuka materialet velour (plysch och trikå). Begreppet velourmannen användes främst som ett nedsättande ord.

## Politikens påverkan på modet
Var man politiskt engagerad under 1970-talet (framför allt åt vänster) klädde man sig även därefter. Randiga murarskjortor och stora västar från Grolls och styva blåbyxor från Bror Berqvist var populära bland den trogna vänstern och proggarna. Politiskt aktiva kvinnor köpte kläder från Mah-Jong. De individer som var medvetna om miljön drog sig till hemstickat, näbbkängor och Kånken. Kvinnorörelsen klädde sig i kostym samt brände upp sina BH:ar, de amerikanska fredsdemonstranterna klädde sig i militärjackor och kommunisterna bar arbetarkläder.

### Arbetarna
Arbetarklassen såg inte vitsen med att klä sig i slitstarka arbetarkläder när alla skulle bli mer jämlika. Arbetarna blev istället intresserade av den nya konfektionen som hade stort genomslag 1973. Eftersom konfektionsplaggen inte producerades i Sverige, utan utomlands i låglöneländer, blev kläderna billiga.

### Fjällräven Kånken
Svenska Fjällräven föddes ur behovet av en riktigt bra ryggsäck. Åke Nordin startade Fjällräven 1960 och den nya ryggsäcken kom att ligga till grund för företaget. Ryggsäcken Kånken lanserades i augusti 1978 och skolväsendet försökte popularisera modellen, vilket de lyckades med. Kånken blev även kallad "kommunistpuckel". Under senare år har den gått ifrån att vara en vänstersymbol till att bli en modeaccessoar utan politisk koppling för konsumenter av alla åldrar.

## Mah-Jong
Mah-Jong var ett svenskt företag som hade stort inflytande på modet i Sverige under 1960- och 1970-talet. Konfektionsföretaget förenade basplagg med ett politiskt ställningstagande. Företaget skapades år 1966 av Veronica Nygren, Kristina Torsson och Helena Henschen. T-shirts, kraglösa tunikor, skjortjackor och trikåbyxor la grunden för unisexplaggen. Kläderna var ofta randiga, enfärgade eller mönstrade. Yin och yang-mönstret var märkets storsäljare. Kläderna blev så småningom en livsstil för den politiska vänstern i Sverige. Mah-Jong förespråkade kläder för alla. Arbetarklasen anammade dock inte kläderna som förväntat. Detta berodde på att de plagg som såldes inte alls var billiga. I början av 1970-talet började man förklara att kläder kan vara politik. Postorderkataloger gjordes som berättade hur produktionen gick till och varför slutpriset blev högt. På grund av jeanskulturens övertag under 1974 och 1975 upplevde företaget en allvarlig kris och drabbades av ekonomiska problem. Detta ledde till att företaget lades ner år 1976. Mah-Jong var unikt eftersom företaget skapade eget mode utan internationella snedblickar.

## Jeansen

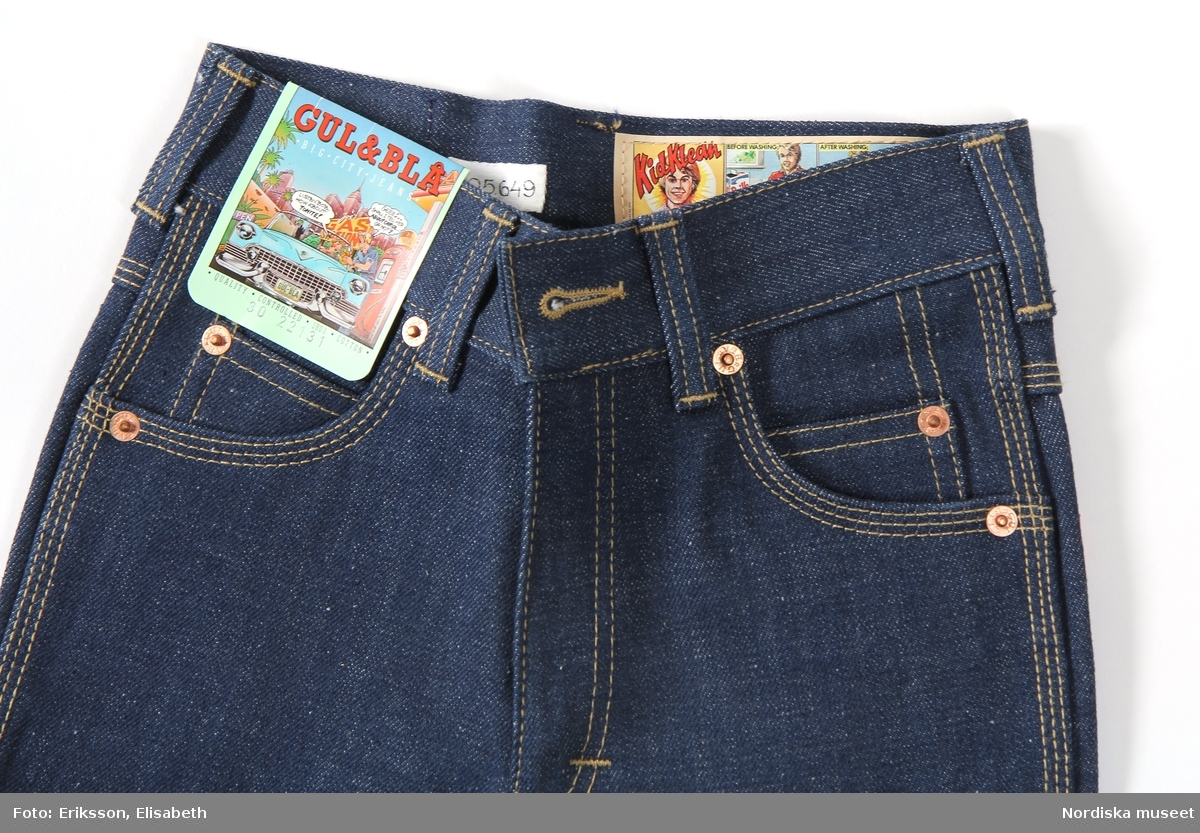
Gul&Blå jeans

Under 1970-talet kom designade jeans från Gloria Vanderbilt, Fiorucci och Calvin Klein. Jeansen fanns i många olika former, färger och material. Jeans med utsvängda ben, av läder och med låg midja blev populärt under 1960- och 1970-talet. Drygt 30 firmor tillverkade jeans under denna tid och försäljningssiffrorna var stora. Jeansen var ofta mycket åtsittande bland annat tack vare de nya tunna underkläderna. Under 1970-talet blev jeansen uniform för de radikala. Använda och blekta jeans visade på hårt arbete, vilket passade proggarna som var ute efter en mer proletär framtoning. Plötsligt blev denim väldigt trendigt och bars av alla oavsett ålder och politisk ställning. Plaggets popularitet gjorde länge att jeans ansågs för folkligt för att visas upp på catwalk. Det exklusivare modet tvingades till slut att anpassa sig efter konsumenternas efterfrågan. Därför lanserade Ralph Lauren dyra designerjeans år 1971 som genast slog igenom. Även Gloria Vanderbilt gjorde succé med ett par designerjeans som lanserades 1976. Samma år gjorde televisionens kanal ett inslag om jeans som mode i Sverige. Tonårskillar som stod i kö till Puss&Kram på Gamla Brogatan blev intervjuade av en kvinnlig journalist. Killarna uttryckte kritik mot jeansen som de hävdade vara alldeles för dyra och av dålig kvalité. Journalisten frågade vad som var speciellt med jeansen och fick till svar att de är tajta och därför mode. Intervjun visar på de tajta jeansens popularitet bland såväl kvinnor som män under 70-talet.

### Gul & Blå
När Gul & Blå öppnade sin första butik i Stockholm den 17 oktober 1966 blev det kö direkt. Ett tag nådde märket en sådan popularitet att tonåringar inte gick till skolan om de inte bar deras jeans. Gul kallades tjejavdelningen och blå var namnet på killavdelningen. Sortimentet bestod till en början av speciella plagg fyndade i Carnabys streetbutiker i London. Plaggen var bland annat galopperade uniformsjackor, mönstrade rayonskjortor och kråsskjortor. De första egna jeansen kom först år 1968 och blev i början av 1970-talet en stor succé. Jeansen som Gul & Blå sålde var V-jeansen, som var lågt sittande på höften med stadiga hällor, bred midjelinning, två knappar vid gylfen och en benvidd över foten på 70 cm. Våren 1971 lanserade företaget TT-jeansen, senare modellen Marilyn och dessa jeans resulterade i att köerna växte till butikerna. Allra störst var Gul & Blå under 1970-talet med mer än 50 butiker.

## Barnmode

### Polarn O. Pyret

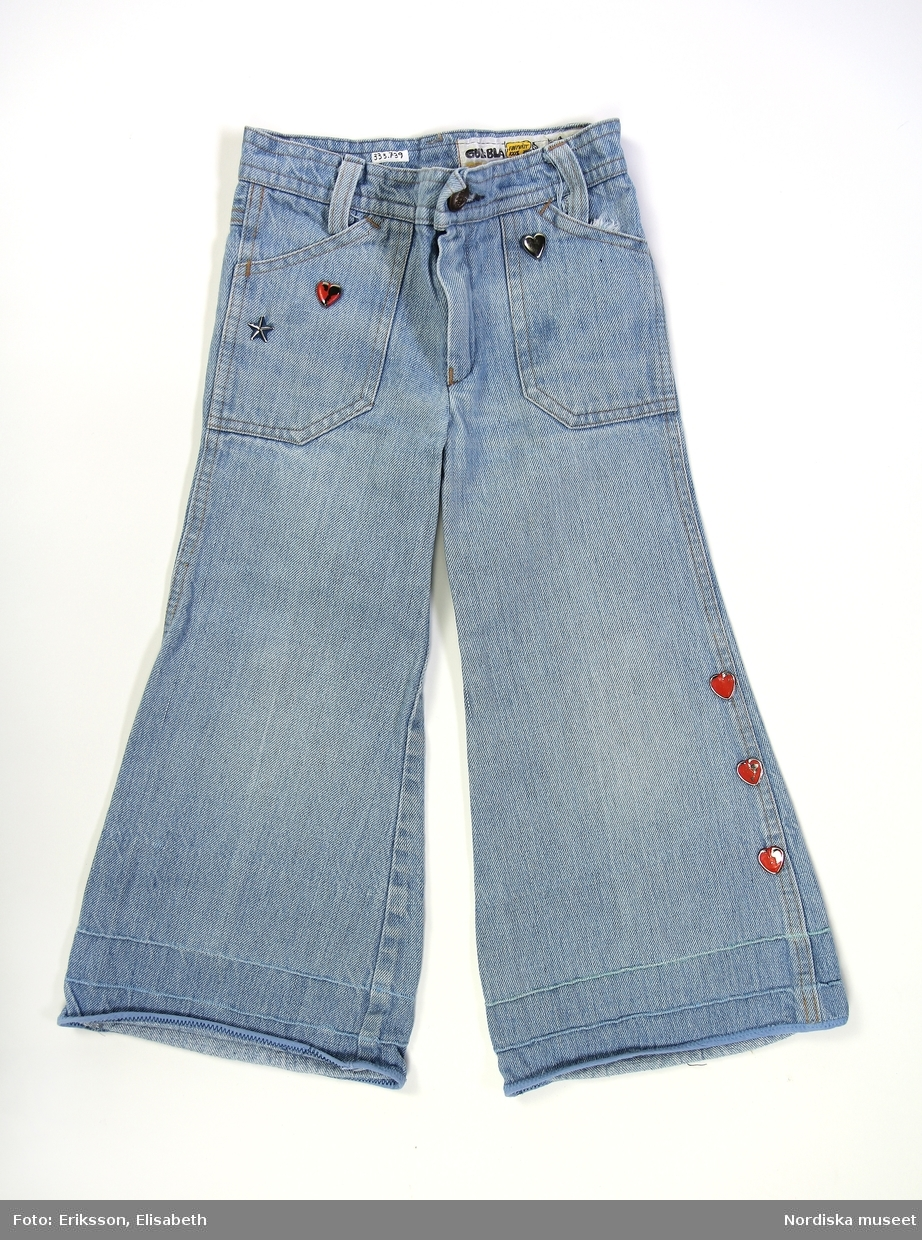
Utsvängda jeansbyxor för barn från Gul & Blå.

Svenska Polarn O. Pyret lanserade sina populära randiga kläder år 1975. Katarina af Klintberg och Gunila Axén stod bakom dessa. Kedjan har sina rötter i försäljning av kondomer som startades av Nils Adamsson och Karin Adamsson 1909. År 1939 tillades spädbarnsprodukter i sortimentet och butiken fick namnet Pyret. Under 1970-talet slutade man sälja kondomer för att istället satsa på försäljningen av barnkläder. År 1976 antog butiken det nya namnet Polarn O. Pyret. Designerns nyckelord var naturmaterial, bekvämlighet, förtroende, tradition och funktion. Succén för barnkläderna blev omedelbar. Under 1970-talet hade H&M-chefen Erling Persson planer på att köpa Polarn O. Pyret, som var specialister på randig trikå och praktiska overaller. H&M ville åt konceptet med kläder för barn, något som de under den här tiden saknade.

### Gul & Blå
Från början bestod klädmärket Gul & Blå framförallt av kläder till ungdomar. Vid 1970-talet blev det nytt att tillverka trendiga barnkläder. Ägaren till Gul & Blå, Lars Knutsson och hans dåvarande hustru designern Maria Knutsson, började designa barnkläder i samband med att deras barn föddes år 1968 och 1969. Under 1970-talet var utsvängda byxor populärt på barnen, såväl pojkar som flickor.

## Underkläderna

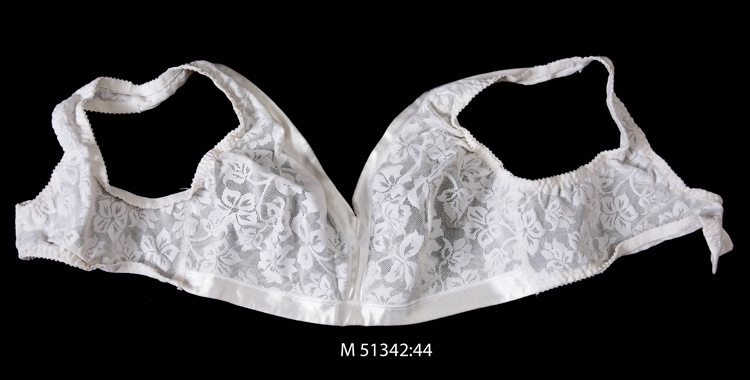
Vit bysthållare med blommönster, 85% nylonpolyamid 15% Lycra Elastan, Inköpt på NK, Stockholm.

### Behån
Under 1960-talet sågs behån som en symbol av manligt förtryck, till följd av feminismen under årtiondet. Det blev därför trendigt att vara behå-lös, framförallt bland ungdomar. Under 1970-talet myntades begreppet behåbränning som var en symbol för vänsterradikala feminister. Under en Miss-America tävling 1968 protesterade feminister mot kvinnoförtryck genom att slänga accessoarer som förknippades med förtryck av kvinnor, vissa brände sina Bh:ar. Ett etablerat uttryck för att göra uppror mot patriarkatet var "Bränn Bh:n!". Utöver detta växte intresset för underklädesplagget på 1970-talet. Det skapades bh:ar i annorlunda former, material och design. År 1976-1977 konstruerades den första joggingbehån av två idrottstjejer. Behån syddes ihop av två suspensoarer från trikåkalsonger som fästes till en resår under bysten. En nyhet år 1972 var "det lilla undret". "Det lilla undret" var en mjukisbehå i crepenylon sydd av strumphälar som kunde passa upp till tolv bröststorlekar. Nina Wahlgren designade denna BH. Behån gjordes även av crêpenylon under sjuttiotalet.

### Trosorna
Mot slutet av 1970-talet kom de första stringtrosorna, vilket ledde till att reklamen för damunderkläder blev mer erotisk. Den första stringbaddräkten skapades 1974 av Rudi Gernreich, ett plagg som satte sin prägel på underklädesmodet. Rudi Gernreich sägs ofta vara uppfinnaren av stringtrosan. När nakenbad på allmänna platser förbjöds år 1974 i Los Angeles lanserade han en unisex string-badbyxa. Från 1975 tillverkades hans underkläder i string av företaget Lily of France.

## Hippiestilen
Hippiestilen började redan på 1960-talet och kom därför att influera modet under framförallt början av 1970-talet. Färglada kläder med ränder, blommiga tryck och cirklar kännetecknar hippiestilen. Även västar, kläder med fransar och i materialet mocka var trendigt. Indiska chiffongskjortor, mexikanska ponchos och kaftaner förekom i hippiekulturen. Ofta kombinerades kläderna med träskor, sandaler och stövlar. Skjortorna man bar var ofta flerfärgade. Det var vanligt att ha långt och lockigt hår. Accessoarer som användes i kombination med hippiestilen var pannband, ringar och halsband. På 70-talet började man använda uttrycket "flower power" som symboliserade hur hippiekulturen förespråkade kärlek och var emot våld. Kvinnorna använde sällan kosmetika och männen lät skägget växa. De flesta kläderna satt löst med mycket mönster och färg. Ett mönster som var mycket trendigt bland hippies var tie-dye mönstret. Kläderna man skulle bära var gärna ekologiska, handgjorda och influerade från 1800- eller 1900-talet eller bondegenerationerna. Hippiestilen influerade tydligt modet under 1970-talet då kläder blev ett sätt att uttrycka sina politiska åsikter på. Som tidigare i modets historia tenderar kläderna att anpassa sig och bli nostalgiskt då man upplever ett missnöje över tillvaron. Många var därför anti-mode, emot materialism och massproduktion. "Back to nature" och bonderomantik blev därför mode. Mockavästar, blommiga klänningar och secondhandkläder blev populärt. Flera hippies reste till Asien för att uppleva kulturen. När The Beatles reste hem med orientaliska tyger och kläder blev dessa trendiga. Kimonos, afghanpälsar, inhemska folkdräkter och andra etniska stilar medföljde hippiestilens mode.

## Disco
Med filmen Saturday Night Fever med John Travolta kom discoeran att vara en viktig del av modet under 70-talet. Discokläderna var ofta åtsittande och glittriga. Neonkläder, korta shorts, tajta byxor och blusar dekorerade med paljetter karaktäriserade discostilen. Höga klackar, framför allt plattformsklackar, kännetecknades stilen av. Täta och breda byxor bars av både män och kvinnor. Nästan alla klädesplagg var täckta av paljetter och glänsande tyger. Skjortorna var ofta instoppade i byxorna och halvvägs uppknäppta. Guldhalsband och medaljonger var vanliga accessoarer som medföljde stilen. Ursprungligen kom disco-glamour och kitsch från gaybarer i USA. Trenden spreds och blandades senare ihop med andra stilar. Glitter och paljetter kunde blandas med jeans och tunikor.

### Abba
Popgruppen Abba har inte endast influerat den svenska kulturen med sin musik utan även med sin klädstil. Typiska discokläder bars av medlemmarna, ofta i glitter och med paljetter. År 1974 vann gruppen Eurovision och började få internationellt genomslag. Eftersom de hade sin storhetstid under 1970-talet visar deras mode på trenderna i Sverige under tiden. Samtidigt imponerade inte kläderna på modeeliten utan har endast fått hyllningar under senare tid. Gruppens medlemmar Agnetha Fältskog och Anni-Frid Lyngstad klädde sig ofta enligt 70-talets mode och visar på både disco-stil och modetrender under årtiondet.

## Punken
Punken var ett av de största modefenomenen under 70-talet. Punken var ett resultat av ungdomars missnöje och stilen slog igenom våren 1977. Modet bestod av trasiga byxor, marschkängor, sönderrivna t-shirts med säkerhetsnålar, rakat hår, svart sotigt smink och piercingar. Punken är en subkultur som härstammar från Storbritannien. Punken utmärktes av att genom mode göra protest mot samhället. Sönderrivna kläder, skinnjackor, höga klackar och mycket smink skulle chocka samhället. Stilen är starkt förknippad med musikgenren punkrock. Håret var ofta fullt av hårspray och färgat i ovanliga färger. Punken präglades av en unik individualism och fanns i många olika varianter. Vivienne Westwood och hennes man öppnade en butik i London där man sålde kläder till bland annat punkbandet Sex Pistols. Kläderna var oftast svarta och stilen gick ut på att se ut som man levde på gatan. Syftet med punken var att vara emot modebranschen och massproduktionen men samtidigt resulterade det i en start av ett nytt mode.